# 흰매
흰매 또는 백송고리(프랑스어: gerfaucon, 영어: gyrfalcon, 학명: Falco rusticolus 팔코 루스티콜루스[*])는 매과 매속에 딸린 종들 중 가장 큰 종이다. 북아메리카, 유럽, 아시아의 북빙양 연안 도서에 서식한다. 그러나 겨울이나 번식기 이후에 보다 넓은 지역을 돌아다닐 수 있으며, 동가식서가숙하는 개체 하나 하나는 훨씬 먼 거리를 이동할 수도 있다. 흰매는 북반구 대부분의 지역에 산재하며, 집중 서식 지역은 북아메리카, 그린란드, 북유럽이다. 깃털 색깔은 지역에 따라 순백에서 어두운 회색까지 다양하다. 수 세기 동안 흰매는 귀중한 사냥매로 대우받았으며, 특히 바이킹들이 그 가치를 높게 여겼다. 오늘날은 아이슬란드의 상징 새로 사용되고 있다.

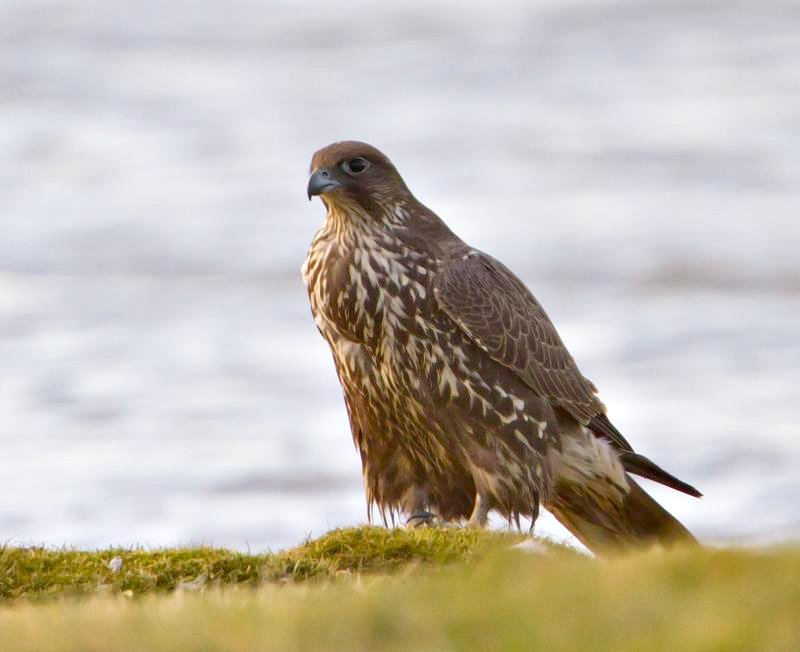
흰매 암색형

1. ↑  국가생물다양성센터. “Falco rusticolus  Linnaeus, 1758 흰매”. 《국가 생물다양성 정보공유체계》.